# Marcus Elieser Bloch
Marcus Elieser Bloch (1723 - 1799) fue un médico y naturalista alemán de origen judío, generalmente considerado uno de los más importantes ictiólogos del siglo XVIII.
Bloch nació en Ansbach y ejerció como médico en Berlín. Fue conocido por su trabajo enciclopédico en ictiología. Entre 1782 y 1795 publicó su Allgemeine Naturgeschichte der Fische, un trabajo sobre peces de 12 volúmenes bellamente ilustrados. Los primeros tres volúmenes describen los peces en Alemania y fueron titulados Oeconomische Naturgeschichte der Fische Deutschlands, los volúmenes restantes trataron sobre peces de otras partes del mundo y fueron titulados Naturgeschichte der ausländischen Fische.
La colección de Bloch de cerca de 1500 especímenes es preservada hoy en día por el Museo de Historia Natural de la Universidad de Humboldt.

## Obra
- Su obra principal es „Allgemeine Naturgeschichte der Fische“ Berlín 1782-95, 12 vols. con 432 grabados a color, por mucho tiempo el único trabajo exhaustivo sobre esa clase de animales e incluso hoy es valioso (traducido al francés por Laveaux, DAS. 1785, 6 vols.)

- Incompleto, quedó „Systema ichthyologiae iconibus CX illustratum“, de J. G. Schneider (Berlín 1801)

## Literatura
- Hans-Joachim Paepke. Bloch's fish collection in the Museum für Naturkunde der Humboldt-Universität zu Berlin – An illustrated catalog and historical account. A.R.G. Gantner Verlag KG, Czech Republic, 1999. ISBN 3-904144-16-2

- Richard Lesser. Marcus Elieser Bloch. Das Leben eines ungewöhnlichen Mannes und geachteten Fischforschers, Verhandlungen der Gesellschaft für Ichthyologie, vol. 2, pp. 59 – 68, Verlag Natur & Wissenschaft, Solingen, 2001

- Richard Lesser. Dr. Marcus Elieser Bloch. Ein Jude begründet die moderne Ichthyologie. „Das achtzehnte Jahrhundert“, Zeitschrift der Deutschen Gesellschaft für die Erforschung des achtzehnten Jahrhunderts, Haskala. Die jüdische Aufklärung in Deutschland 1769-1812, Jahrgang 23, ( 2): 238 – 246, Wallstein Verlag, Wolfenbüttel 1999

- Christine Karrer. Marcus Elieser Bloch (1723 – 1799, Sein Leben und die Geschichte seiner Fischsammlung, Sitzungsberichte der Gesellschaft Naturforschender Freunde zu Berlin (N.F.) 18 (1978): 129 – 149

- F. Damaschun, S. Hackethal, H. Landsberg, R. Leinfelder (eds.) "Klasse, Ordnung, Art - 200 Jahre Museum für Naturkunde", Basiliken-Presse im Verlag Natur und Text Brandenburg GmbH, 2010: 14. ISBN 978-3-941365-10-0

## Abreviatura (zoología)
La abreviatura Bloch  se emplea para indicar a Marcus Elieser Bloch como autoridad en la descripción y taxonomía en zoología.